# Попільнянська сільська рада
Попільнянська сільська рада — колишня адміністративно-територіальна одиниця та орган місцевого самоврядування у Попільнянському районі Білоцерківської округи, Київської й Житомирської областей з адміністративним центром у с. Попільня.

## Населені пункти
Сільській раді були підпорядковані населені пункти:
- с. Попільня

## Населення
Відповідно до результатів перепису населення СРСР, кількість населення ради станом на 12 січня 1989 року становила 2 074 особи.
Станом на 5 грудня 2001 року, відповідно до перепису населення України, кількість мешканців сільської ради становила 1 879 осіб.

## Склад ради
Рада складалася з 16 депутатів та голови.

### Керівний склад сільської ради
| ПІБ                          | Основні відомості                                                         | Дата обрання | Дата звільнення |
| ---------------------------- | ------------------------------------------------------------------------- | ------------ | --------------- |
| Яневич Михайло Володимирович | Сільський голова, 1959 року народження, освіта, член Партії регіонів      | 26.03.2006   | 31.10.2010      |
| Пінцов Олександр Михайлович  | Сільський голова, 1977 року народження, освіта вища, член Партії регіонів | 31.10.2010   |                 |

Примітка: таблиця складена за даними джерела

## Історія
Створена 1923 року в с. Попільня Попільнянської волості Сквирського повіту Київської губернії. 7 березня 1923 року увійшла до складу новоутвореного Попільнянського району Білоцерківської округи.
Станом на 1 вересня 1946 року та 1 січня 1972 року сільська рада входила до складу Попільнянського району Житомирської області, на обліку в раді перебувало с. Попільня.
Ліквідована 29 грудня 2016 року через об'єднання до складу Попільнянської селищної територіальної громади Попільнянського району Житомирської області.